# Petrus Paulinus Gothus
Petrus Paulinus Gothus, född 1550 i Söderköping, död 1593 i Munsö, var en svensk präst.
Petrus Paulinus Gothus var son till guldsmeden Påwel Pedersson och bror till Laurentius Paulinus Gothus. Efter studier vid Uppsala universitet och utomlands blev han filosofie magister. Efter att en tid ha varit rektor i Enköping, blev han hovpredikant hos Johan III. 1584 utsågs Petrus Paulinus till professor vid den av Johan III inrättade Collegium regium Stockholmense. Han lämnade 1586 skolan för att i stället bli kyrkoherde i Stockholm efter den för papism avsatte Laurentius Forsius. På grund av sitt försvar Johan III:s liturgi och sina starka angrepp mot dem som kritiserade denna, blev han illa omtyckt i det lutherska partiet, lett av Ericus Olai Skepperus. Efter flera anklagelser suspenderades han 1590, vilket han återgäldade med en smädedikt riktad mot Skepperus 1592. Vid Uppsala möte blev Petrus Paulinus Gothus häftigt anklagad för sina liturgiska åsikter, bland annat av en deputation från Stockholms borgerskap. Han tvingades göra avbön och linköpingsbiskopen Petrus Benedicti Oelandus och att avkläda sig sin prästskrud. Han avled kort därefter. Petrus Paulinus Gothus hävdade det pedagogiska värdet av bilder, symboliska handlingar och vackra skrudar i gudstjänsten. I brev till Sigismund kort före sin död anklagade han den svenska stats- och kyrkoledningen för kalvinistisk utrensning av rituella bruk och vädjade till kungen att ingripa. I sina efterlämnade skrifter ger Petrus Paulinus Gothus en intressant inblick i samtidens spekulationer om världens nära förestående undergång. Bland hans skrifter märks främst Een Rett christeligh underwijsningh (1590).